# إكينوكاندين

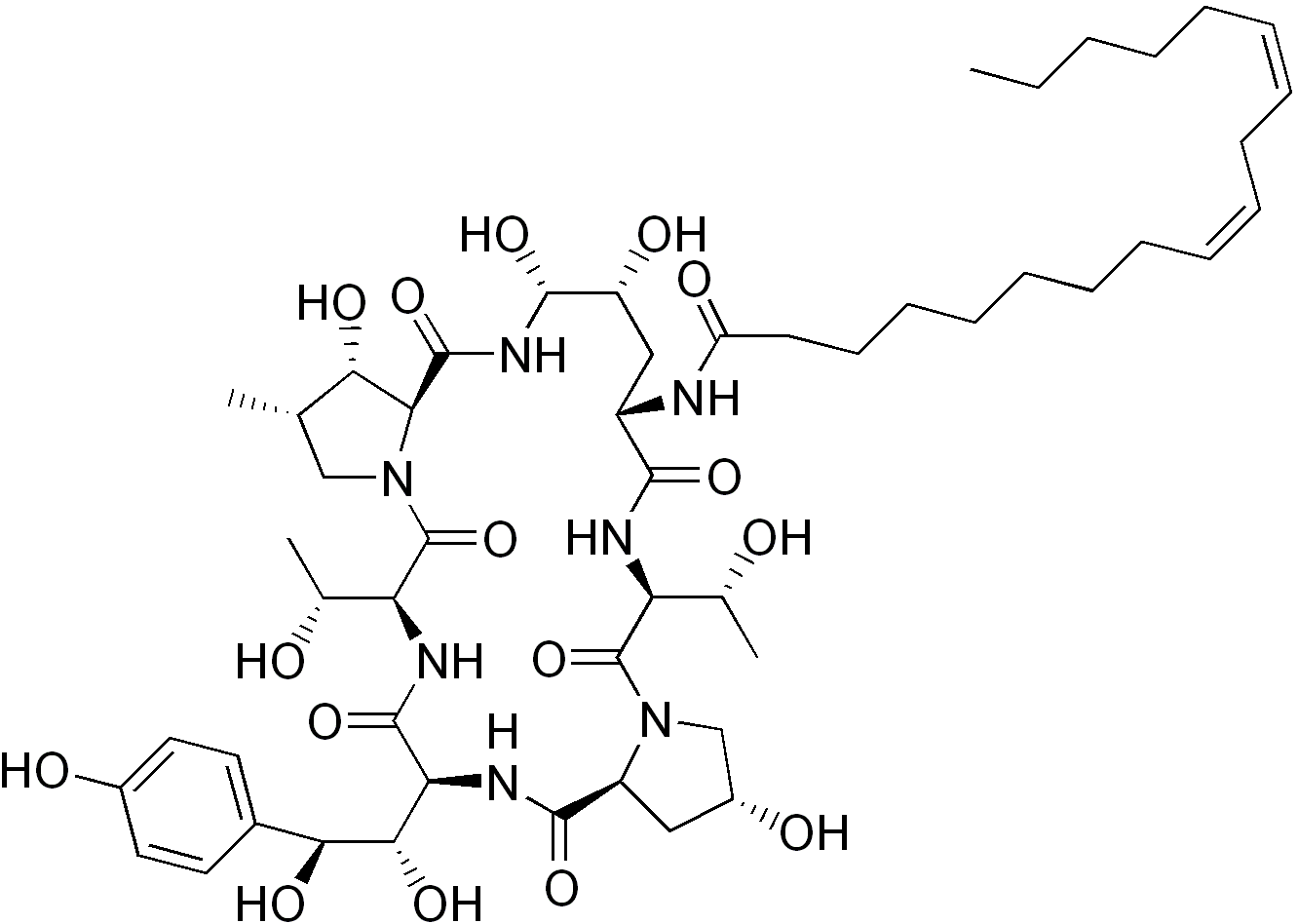
إتشينوكاندين بي

الإتشينوكاندينات (بالإنجليزية: Echinocandins)‏ هي مجموعة أدوية من مضادة للفطريات تقتل الميكروبات عن طريق تثبيط تكوين الجدار الخلوي لمسببات الأمراض.

## الأمثلة
- إتشينوكاندين ب
- سيلوفنجين
- أنيدولافنجين
- ميكافانجين
- كاسبوفنجين